# Rajd Francji 1997
Rezultaty Rajdu Francji - Korsyki (41. Tour de Corse - Rallye de France), eliminacji Rajdowych Mistrzostw Świata w 1997 roku, który odbył się w dniach 5-7 maja. Była to szósta runda czempionatu w tamtym roku. Bazą rajdu było miasto Ajaccio.

## Wyniki końcowe rajdu
| Msc.                   | Kierowca               | Pilot                  | Samochód                  | Czas                   | Strata                 | Grupa                  | Punkty                 |                        |
| Klasyfikacja generalna | Klasyfikacja generalna | Klasyfikacja generalna | Klasyfikacja generalna    | Klasyfikacja generalna | Klasyfikacja generalna | Klasyfikacja generalna | Klasyfikacja generalna | Klasyfikacja generalna |
| ---------------------- | ---------------------- | ---------------------- | ------------------------- | ---------------------- | ---------------------- | ---------------------- | ---------------------- | ---------------------- |
| 1                      | Colin McRae            | Nicky Grist            | Subaru Impreza WRC        | 4:31.08                | 0.0                    | A8 M                   | 10                     |                        |
| 2.                     | Carlos Sainz           | Luis Moya              | Ford Escort WRC           | 4:31.16                | +0:08                  | A8 M                   | 6                      |                        |
| 3.                     | Gilles Panizzi         | Hervé Panizzi          | Peugeot 306 Maxi          | 4:31.46                | +0:38                  | A7 2L                  | 4                      |                        |
| 4.                     | François Delecour      | Daniel Grataloup       | Peugeot 306 Maxi          | 4:32.03                | +0:55                  | A7 2L                  | 3                      |                        |
| 5.                     | Piero Liatti           | Fabrizia Pons          | Subaru Impreza WRC        | 4:33.07                | +1.59                  | A8 M                   | 2                      |                        |
| 6.                     | Philippe Bugalski      | Jean-Paul Chiaroni     | Renault Mégane Maxi       | 4:37.48                | +6.40                  | A7 2L                  | 1                      |                        |
| 7.                     | Serge Jordan           | Jack Boyère            | Renault Mégane Maxi       | 4:39.36                | +8.28                  | A7 2L                  |                        |                        |
| 8.                     | Uwe Nittel             | Tina Thörner           | Mitsubishi Lancer Evo III | 4:40.48                | +9.40                  | A8 M                   |                        |                        |
| 9.                     | Armin Schwarz          | Phil Mills             | Ford Escort WRC           | 4:41.43                | +10.35                 | A8 M                   |                        |                        |
| 10.                    | Francis Mariani        | Gilles Thimonier       | Subaru Impreza 555        | 4:44.55                | +13.47                 | A8                     |                        |                        |
| PWRC                   |                        |                        |                           |                        |                        |                        |                        |                        |
| 1 (14.)                | Jean-Marie Santoni     | Jean-Marc Casamatta    | Ford Escort RS Cosworth   | 4:57:48                | -                      | N4                     |                        |                        |
| 2 (15.)                | Jacques Andreani       | Claude Blanc-Raffini   | Mitsubishi Lancer Evo III | 4:59:35                | +1:47                  | N4                     |                        |                        |
| 3 (17.)                | Achim Mörtl            | Ilka Minor             | Subaru Impreza 555        | 5:08:58                | +11:10                 | N4                     |                        |                        |
| 2L WRC                 |                        |                        |                           |                        |                        |                        |                        |                        |
| 1 (3.)                 | Gilles Panizzi         | Hervé Panizzi          | Peugeot 306 Maxi          | 4:31.46                | -                      | A7 2L                  |                        |                        |
| 2 (4.)                 | François Delecour      | Daniel Grataloup       | Peugeot 306 Maxi          | 4:32.03                | +17                    | A7 2L                  |                        |                        |
| 3 (6.)                 | Philippe Bugalski      | Jean-Paul Chiaroni     | Renault Mégane Maxi       | 4:37.48                | +6:02                  | A7 2L                  |                        |                        |

1. ↑  Litera M przy oznaczeniu grupy do której należy samochód oznacza, iż tylko ci kierowcy zdobywali punkty dla swoich zespołów liczonych w klasyfikacji producentów na koniec sezonu.

## Klasyfikacja po 6 rundach
Tabele przedstawiają tylko pięć pierwszych miejsc.

### Kierowcy
| Lp. | Kierowca      | Pkt |
| --- | ------------- | --- |
| 1   | Tommi Makinen | 28  |
| 2   | Colin McRae   | 26  |
| 3   | Piero Liatti  | 18  |
| 4   | Carlos Sainz  | 18  |
| 5   | Armin Schwarz | 11  |

### Producenci
| Lp. | Producent           | Pkt |
| --- | ------------------- | --- |
| 1   | 555 Subaru WRT      | 54  |
| 2   | Mitsubishi Ralliart | 36  |
| 3   | Ford Motor Co. Ltd. | 29  |